# 安達麗
安達 麗（あだち れい、1983年6月28日 - ）は、愛知県出身の元レースクイーン・キャンペーンガール、タレント。
ネットアージュ→ア・ライズプロモーションを経て「REP」（レップ）に所属していた。愛称は「レイチェル」。

## 略歴
2004年、鈴鹿サーキットクイーン26期生のオーディションに応募し、グランプリに選ばれて活動するも、2年間の任期途中4ヵ月で退任。サーキットクイーンの同期には後にアップガレージに勤務していた福島アグネスがいた。
その後はレースクイーンの他モデル・イベントコンパニオンとしても活動。2008年、ネットアージュへの所属を機に「松沢 玲香」（まつざわ れいか）に改名したが、2010年8月に元の名前に戻した。
2010年10月からは、三栄書房発行のゴルフ雑誌「GOLF TODAY」のイメージガールに当たる“GTバーディーズ”の1期生として誌面に登場していたが、2013年4月1日、自身のブログで同年1月に入籍したことを発表。現在は1児の母となっている。

## 人物
- 趣味：スノーボード、ボディボード、カラオケ、ビリヤード
- 特技：クラリネット、トランペット
- 好きな食べ物：アスパラ、サラダ、ミルフィーユ
- 嫌いな食べ物：うなぎ、レバー
- 好きな色：ブルー、ピンク、ホワイト
- 妹が1人いる[7]。

## 関連人物
- 岡田文栄
- 庄司ゆうこ

## 経歴

### イベントコンパニオン
- 第37回　東京モーターショー　ヒュンダイブース受付
- 愛・地球博PRキャラバン隊
- 2004 - 2006 「でちゃう!ガール」
- 2005　ナゴヤオートトレンド　ブルームスタイルブース
- 2005　F1日本グランプリ　グリッドガール
- 2005　名古屋モーターショー　三菱自動車ブース
- 2006　ナゴヤオートトレンド　三菱自動車ブース
- 2006　東京オートサロン　ブルームスタイルブース
- 2008 CEATEC JAPAN 日本AMDブース
- 2009 東京オートサロン アップガレージブース
- 2011 東京オートサロン フェニックスパワーブース
- 2012 東京オートサロン PIRELLIブース

### レースクイーン
- 2004　鈴鹿サーキットクイーングランプリ
- 2004年 全日本GT選手権もてぎ戦「Arch Tech Peace Japan」レースクイーン
- GT最終戦 鈴鹿サーキットにて「でちゃう!ガール」レースクイーン
- 2006　スーパー耐久「Maryhany mate」
- 2006　全日本ロードレース選手権　TRICK☆STAR GAL
- 2008年 SUPER GT「TEAM SHADOWサーキットレディ」（相方：呉真由美[2][8]）

### テレビ出演
- ドランク魂（東海テレビ）
- SMAP×SMAP（関西テレビ・フジテレビ）
- 理由ある太郎（フジテレビ）
- 大人のバイク時間 MOTORISE（BS11）
- ワーコレGOLD（レポーター）